# Plebicula rhaetica
Plebicula rhaetica är en fjärilsart som beskrevs av Vorbrodt 1917. Plebicula rhaetica ingår i släktet Plebicula och familjen juvelvingar. Inga underarter finns listade i Catalogue of Life.